# Ordre de la Croix étoilée
L’ordre de la Croix étoilée est un ordre impérial, catholique et féminin fondé en 1668 par l'impératrice douairière Éléonore de Nevers-Mantoue.

## Historique
Cet ordre a également porté les noms de :
- ordre de la Noble Croix,
- ordre des Dames Chevalières de la Croix du Rédempteur,
- ordre des Dames réunies pour honorer la Croix,
- ordre des Chevalières de la Vraie Croix,
- société des Dames Nobles de la Croix étoilée.

L’origine de cet ordre se trouve dans la volonté de l’impératrice Éléonore de Nevers-Mantoue, veuve de l’empereur Ferdinand III de perpétuer le souvenir d’un fait remarquable : le 2 février 1668, un terrible incendie détruisit une partie des bâtiments du palais impérial de Vienne. Parmi les objets supposés détruits se trouvait une boîte de bois ornée de cristal et d'émail, contenant un morceau de la vraie croix. Quelques jours plus tard, à la grande surprise de tous, on retrouva au milieu des décombres ce morceau de la vraie croix, parfaitement conservé, bien que la boîte qui le renfermait fut complètement détruite par le feu. 
L'ordre de la Croix étoilée fut institué le 18 septembre 1668 (le 15 septembre 1668 pour certains auteurs). Il est destiné à récompenser les dames nobles qui se distinguaient par leur vertu, leurs bonnes œuvres et leur charité. Cette institution reçut la confirmation du pape Clément IX par une bulle du 27 juillet 1668. Le 9 septembre de la même année, l'empereur Léopold Ier le reconnut par lettres patentes. 

## Structure
Les nominations appartiennent à la grande maîtresse, qui est toujours une princesse de la maison d'Autriche. Les membres doivent appartenir à la plus haute noblesse catholique, avoir 16 quartiers de noblesse, et quand elles sont mariées, leur mari doit en posséder au moins 8. Elles sont divisées en dames grands-croix et dames chevalières. Leur nombre est illimité. 
L'administration de l'ordre est exécutée par un secrétaire, qui prépare les inductions et garde le sceaux. Les dames de la Croix étoilée ont pour marque un médaillon qui s'attache sur le sein gauche avec un ruban noir, et qui porte la devise latine Salus et Gloria.
La fête de l'ordre se célèbre les : 
- 3 mai : fête de la Vraie Croix,
- 14 septembre : exaltation de la Sainte-Croix